# Melissa Rippon
Melissa Alison Rippon (Sydney, 20 de janeiro de 1981) é uma jogadora de polo aquático australiana, medalhista olímpica.

## Carreira
Rippon disputou três edições de Jogos Olímpicos pela Austrália: 2004, 2008 e 2012. Seu melhor resultado foi a conquista das medalhas de bronze nos Jogos de Pequim, em 2008, e Londres, em 2012.